# Tärna IK Fjällvinden
Tärna IK Fjällvinden est un club de ski alpin suédois basé à Tärnaby, village du Nord de la Suède. Bien que la population de Tärnaby dépasse à peine les 500 habitants, les skieurs du club ont actuellement remporté neuf médailles olympiques dont trois titres, 23 médailles aux championnats du monde dont douze titres, plus de 130 victoires en coupe du monde et cinq globes de cristal. Parmi les skieurs célèbres issus du club, on trouve Ingemar Stenmark, Anja Pärson, Stig Strand, Bengt Fjällberg et Jens Byggmark.

## Historique
Tärna IK Fjällvinden est issu de la fusion en 1928 de deux clubs : Tärna IK, originaire de Tärnaby, et IK Fjällvinden, fondé à Umfors. Le mot « Fjällvinden » vient des mots suédois fjäll (en français, montagne) et vind (en français, vent) et signifie littéralement « Le vent sur les montagnes ».

## Victoires et titres notables

### Jeux olympiques d'hiver
Le club a remporté un total de neuf médailles aux jeux olympiques d'hiver. Ingemar Stenmark en a rapporté trois : deux en or, en slalom et en géant à Lake Placid en 1980, et une en bronze, en géant à Innsbruck en 1976. Anja Pärson en a gagné six, dans quatre épreuves différentes et lors de trois éditions : en 2002, elle obtient l'argent en géant et le bronze en slalom ; en 2006, elle remporte le titre en slalom et deux médailles de bronze en descente et en combiné ; en 2010, elle termine de nouveau troisième du combiné.

### Championnats du monde de ski alpin
Aux championnats du monde, les skieurs du club ont accumulé 23 médailles, dont douze titres. Ingemar Stenmark a rapporté trois titres en slalom et deux en géant, ainsi que deux autres médailles. Anja Pärson est la seule skieuse, hommes et femmes confondus, à avoir remporté au moins un titre mondial dans chacune des cinq disciplines du ski alpin (descente, super G, slalom, slalom géant, combiné). En individuel, elle a gagné sept titres de championne du monde, une médaille d'argent et trois de bronze. En 2007, à Åre en Suède, elle remporte notamment trois titres et une médaille de bronze en cinq épreuves, plus une médaille d'argent dans l'épreuve par nations. Deux autres skieurs du club ont remporté une médaille mondiale : Bengt Fjällberg (bronze en slalom en 1982) et Jens Byggmark (argent par nations en 2007 et en slalom en 2011).

### Coupe du monde de ski alpin
Les skieurs de Tärna IK Fjällvinden ont aussi excellé en coupe du monde. Ingemar Stenmark a gagné trois fois le classement général, a terminé six fois deuxième, et a dominé le slalom et le slalom géant pendant dix ans, remportant un record de seize petits globes de cristal (huit en slalom, huit en géant), notamment grâce à un record de 86 victoires en coupe du monde (40 en slalom, 46 en géant). Anja Pärson compte deux gros globes de cristal et cinq petits, pour un total de 42 victoires en coupe du monde, dont au moins une dans chaque discipline. Stig Strand a aussi remporté une fois le classement du slalom, ainsi que deux succès en coupe du monde, Jens Byggmark comptant également deux victoires.